# Dietkowo (stacja kolejowa)
Dietkowo (ros. Детково) – stacja kolejowa w miejscowości Dietkowo, w rejonie czechowskim, w obwodzie moskiewskim, w Rosji. Położona jest na Wielkim Pierścieniu Kolei Moskiewskiej.